# Focal-JMLab
Focal e Focal Professional sono marchi registrati della società francese Focal-JMlab, un produttore di prodotti audio professionali. La società è stata fondata alla fine del 1979 a Saint-Étienne in Francia da Jacques Mahul ingegnere audio,da cui deriva il nome JMLab Mahul's Laboratory Jacques. Inizialmente la gamma di prodotti era esclusivamente per uso domestico.
Ora la Focal-JMlab, produce e distribuisce i prodotti audio in tre direzioni principali:
- Home audio
- Mobile audio con il nome Focal costituiti da altoparlanti , subwoofer e amplificatori.
- Audio professionale con il nome Focal professional composto da altoparlanti attivi e subwoofer per l'uso in studi di registrazione.

Focal-JMLab è il più grande produttore di diffusori in Francia, tra i primi tre in Europa e nella top ten mondiale nella sua categoria.I prodotti Focal-JMLab  sono presenti in 80 paesi del mondo.

## Galleria d'immagini

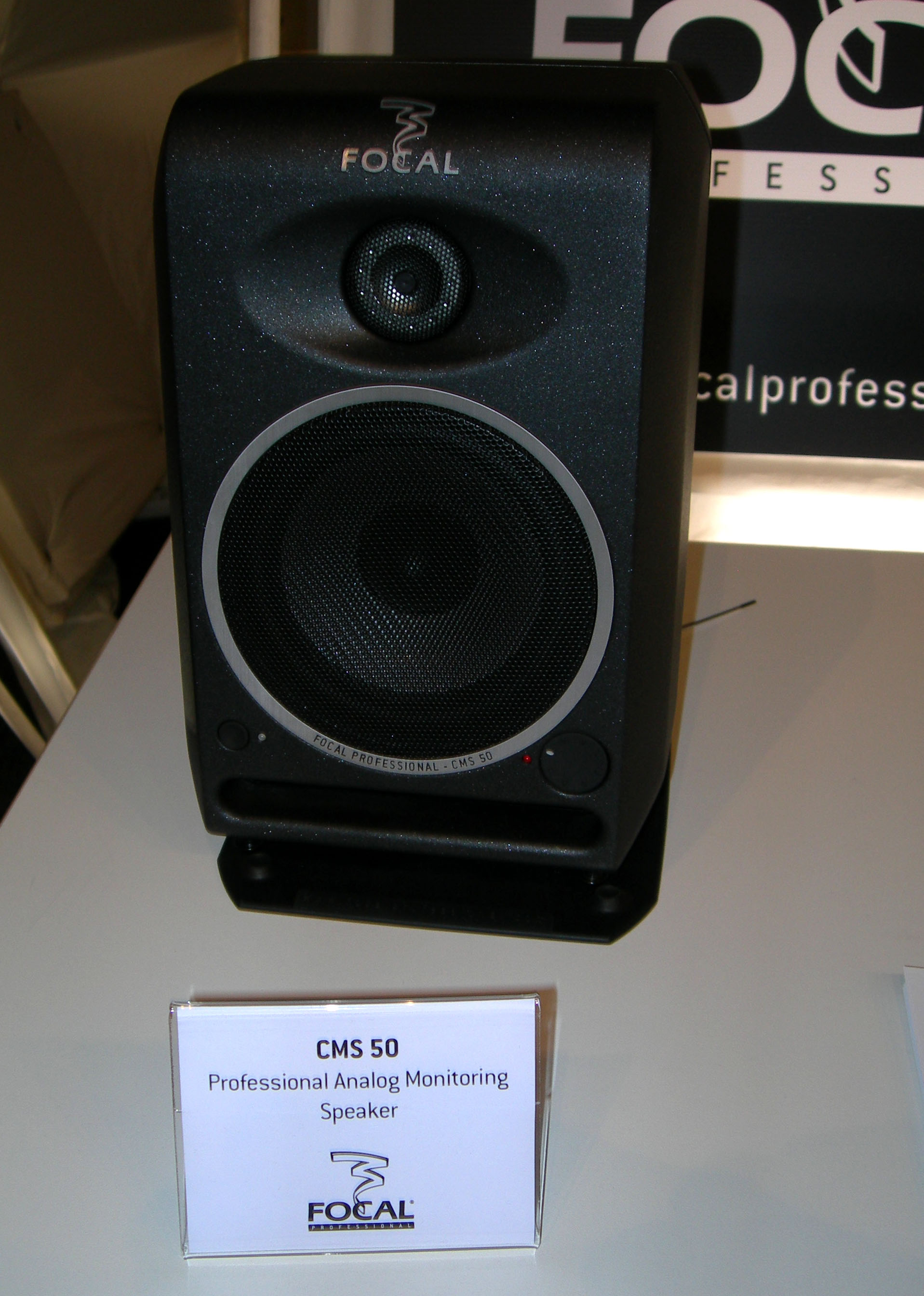
Focal CMS 50 – professional
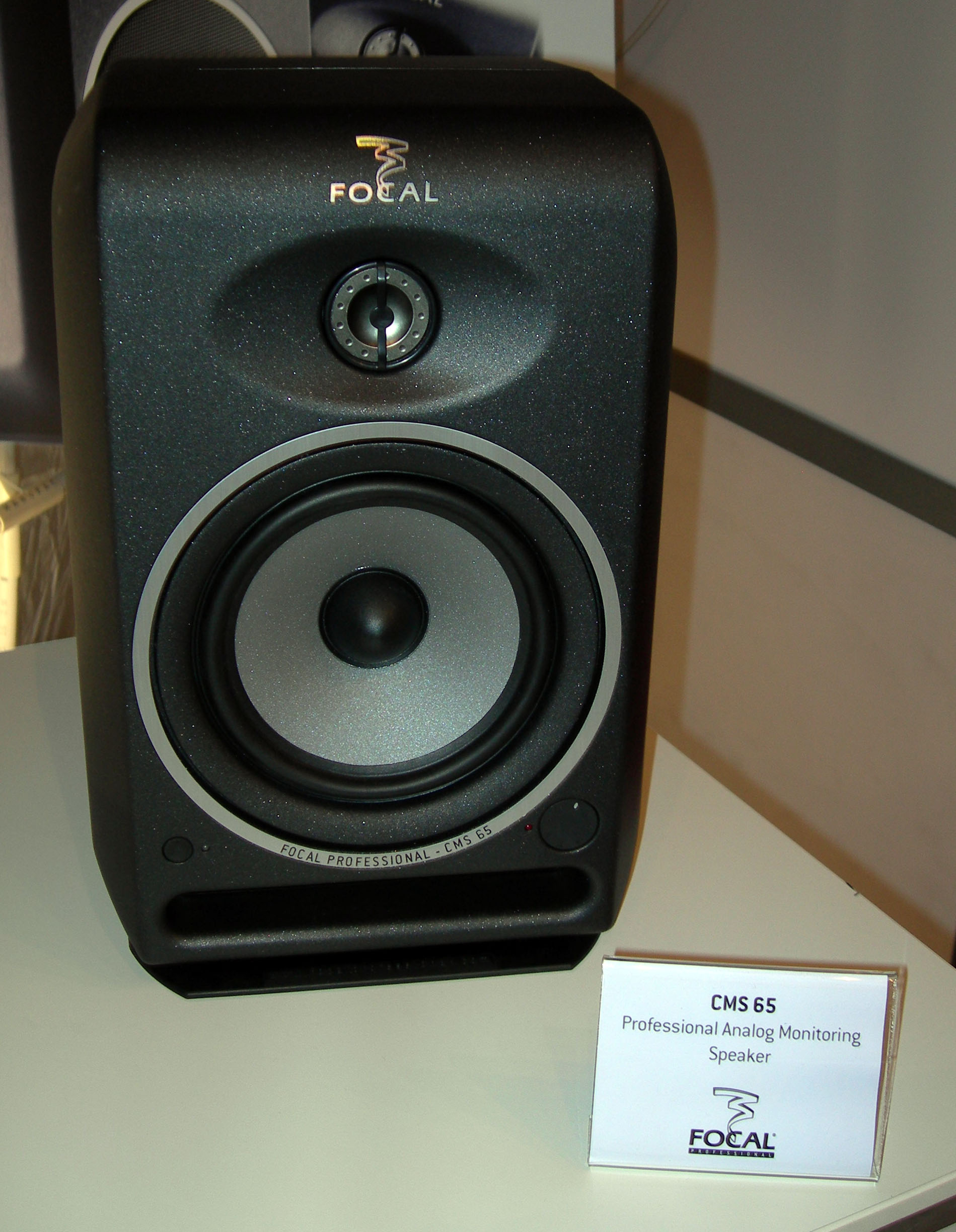
Focal CMS 65 – professional